# Uschakowo (Kaliningrad, Gurjewsk, Nisowje)
Uschakowo (russisch Ушаково, deutsch Heiligenwalde) ist ein Ort in der russischen Oblast Kaliningrad. Er gehört zur kommunalen Selbstverwaltungseinheit Stadtkreis Gurjewsk, flächenidentisch mit dem Rajon Gurjewsk. Dort befindet er sich im Außenbezirk Nisowski rajon. Er ist nicht zu verwechseln mit dem gleichnamigen, ebenfalls zum Stadtkreis Gurjewsk gehörenden Ort Uschakowo (das frühere Brandenburg (Haff)), der sich im Außenbezirk Nowomoskowski rajon befindet.

## Geographische Lage
Das Kirchdorf liegt in der historischen Region Ostpreußen, etwa 21 Kilometer östlich der Stadt Kaliningrad (Königsberg).

## Ortsname
Die Ortsbezeichnung bezieht sich auf den hier einst gelegenen „heiligen Wald“ der Prußen, den diese selbst nicht betreten durften und an dessen Stelle 1344 eine Kirche gebaut wurde. Namensvorkommen sind: um 1500 Heyligwalt, um 1539 Heiligenwalt, nach 1540 Heiligen Walde, nach 1542 Heiligenwaldt, nach 1564 Heyligenwalde, bis 1946 Heiligenwalde.

## Geschichte

Kirchdorf Heiligenwalde, östlich von Königsberg und südlich des Kurischen Haffs, auf einer Landkarte von 1910.

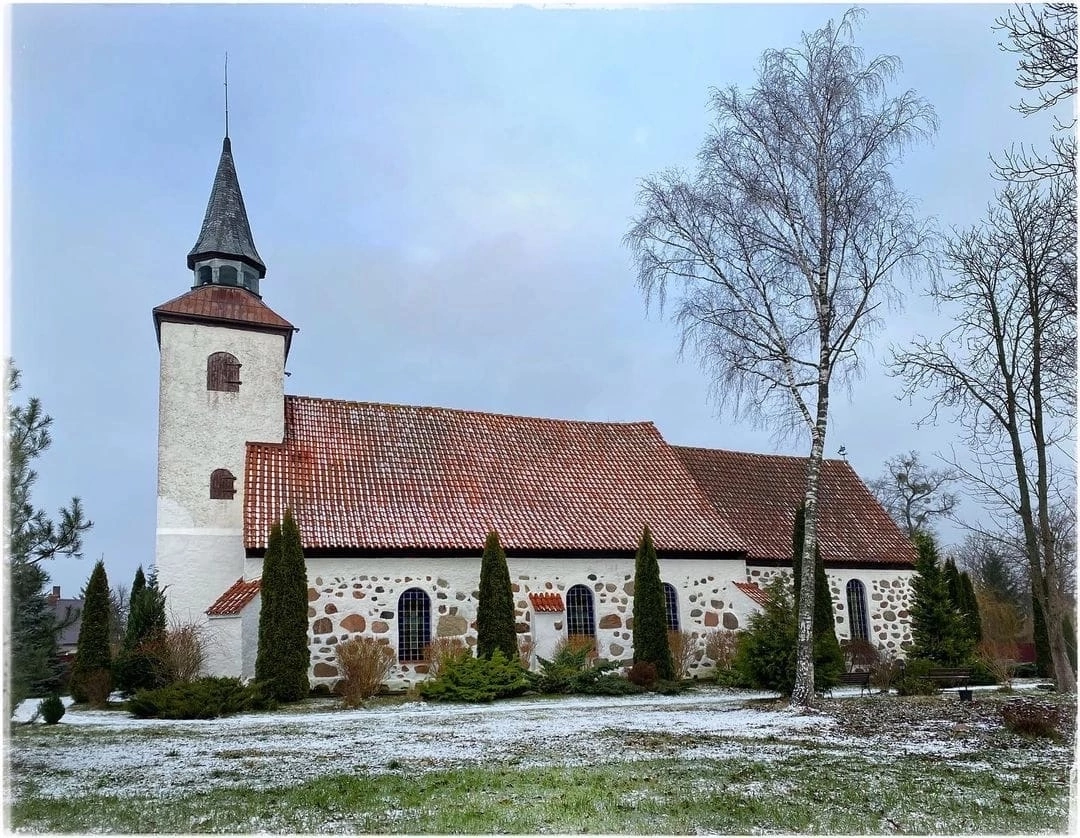
Dorfkirche

Das einst Heiligenwalde genannte Kirchdorf mit seiner Insellage in versumpftem Gebiet wurde 1344 unter dem Hochmeister des Deutschen Ordens Winrich von Kniprode gegründet. Ortsgründer war Volkwin von Dobrin, dem 60 Hufen für die Besiedlung zur Verfügung gestellt wurden. Hier wurde im gleichen Jahr eine Kirche gebaut, die noch heute existiert.
Am 30. April 1874 wurde Heiligenwalde Sitz und namensgebender Ort des neu errichteten Amtsbezirks Heiligenwalde, der bis 1945 existierte und zum Landkreis Königsberg (Preußen) (ab 1939 Landkreis Samland) im Regierungsbezirk Königsberg der preußischen Provinz Ostpreußen gehörte. 1893 wurden die Nachbarorte Cranzberg und Ellern sowie Susannenthal nach Heiligenwalde eingemeindet. Die Einwohnerzahl Heiligenwaldes belief sich im Jahre 1910 auf 522.
Noch einmal vergrößerte sich Heiligenwalde im Jahre 1928, als das Dorf Oblitten (russisch: Gluchowo) sowie der Gutsbezirk Heiligenwalde (Domäne, russisch: Molodezkoje) eingegliedert wurde. Die Zahl der Einwohner stieg bis 1933 auf 699 und betrug 1939 bereits 716.
Nach Einstellung der Kampfhandlungen des  Zweiten Weltkrieges wurde das nördliche Ostpreußen und mit ihm Heiligenwalde von der Sowjetunion unter eigene Verwaltung genommen. Im Jahr 1947 erhielt der Ort die russische Bezeichnung Uschakowo und wurde gleichzeitig dem Dorfsowjet Nisowski selski Sowet im Rajon Gurjewsk zugeordnet. Von 2008 bis 2013 gehörte Uschakowo zur Landgemeinde Nisowskoje selskoje posselenije und seither zum Stadtkreis Gurjewsk.

### Amtsbezirk Heiligenwalde (1874–1945)
Der am 30. April 1874 neu gebildete Amtsbezirk Heiligenwalde bestand ursprünglich aus sechs Landgemeinden und 13 Gutsbezirken:
| Deutscher Name         | Russischer Name | Bemerkungen                                          |
| ---------------------- | --------------- | ---------------------------------------------------- |
| Landgemeinden.         |                 |                                                      |
| Heiligenwalde (Dorf)   | Uschakowo       |                                                      |
| Kalkeim                | Gruschewka      |                                                      |
| Oblitten               | Gluchowo        |                                                      |
| Pogauen                | Wyssokoje       |                                                      |
| Possindern             | Roschtschino    | 1928 in die Landgemeinde Willkühnen eingegliedert    |
| Rogahnen               | Dworki          | 1928 in die Landgemeinde Pogauen eingegliedert       |
| Gutsbezirke:           |                 |                                                      |
| Cranzberg              |                 | 1893 in die Landgemeinde Heiligenwalde eingegliedert |
| Ellern                 |                 | 1893 in die Landgemeinde Heiligenwalde eingegliedert |
| Gehlblum               | Trubkino        | 1903/07 in die Landgemeinde Pogauen eingegliedert    |
| Grünwiese              |                 |                                                      |
| Hohenrade              | Worobjowo       | 1928 in die Landgemeinde Pogauen eingegliedert       |
| Heiligenwalde (Domäne) | Molodezkoje     | 1928 in die Landgemeinde Heiligenwalde eingegliedert |
| Laubenhof              |                 |                                                      |
| Possindern             | Roschtschino    |                                                      |
| Rosenthal              |                 |                                                      |
| Schwillmühle           |                 |                                                      |
| Strecken               |                 | 1875 in den Gutsbezirk Groß Legden eingegliedert     |
| Susannenthal           |                 | 1893 in die Landgemeinde Heiligenwalde eingegliedert |
| Willkühnen             | Golowenskoje    | 1928 in eine Landgemeinde umgewandelt                |

Der Amtsbezirk Heiligenwalde bestand aufgrund der diversen Umstrukturierungen am 1. Januar 1945 nur noch aus den Gemeinden Heiligenwalde, Kalkeim, Pogauen und Willkühnen.

## Kirche
→ Siehe Hauptartikel (mit Kirchspiel- und Pfarrerliste): Kirche Heiligenwalde
Seit 1344 gibt es in Heiligenwalde eine Kirche, die noch heute erhalten ist. Der älteste Gebäudeteil ist das Kirchenschiff aus Feldsteinen mit Ziegeln. Der Chor wurde Anfang des 15. Jahrhunderts angebaut, der Turmbau erfolgte in der 2. Hälfte des 15. Jahrhunderts.
Nach 1945 wurde das Gotteshaus von der Sowchose Rodniki genutzt. Dadurch wurde das Gebäude zwar in Mitleidenschaft gezogen, blieb jedoch vor einer Zerstörung bewahrt. Anfang der 1990er Jahre wurde die Kirche restauriert, am 26. Juli 1994 fand anlässlich des 650-jährigen Bestehens der Kirche erstmals wieder ein Gottesdienst statt, und im Herbst 2006 erfolgte die Einweihung der restaurierten Kirche.
In Heiligenwalde hielt die lutherische Reformation frühzeitig Einzug. Gehörte die Pfarrei mit einem weitflächigen Kirchspiel anfangs noch zur Inspektion Neuhausen (russisch: Gurjewsk), so war sie bis 1945 in den Kirchenkreis Königsberg-Land II in der Kirchenprovinz Ostpreußen der Kirche der Altpreußischen Union eingegliedert.
Die Kirchengemeinde bestand bis 1945. In der Zeit der Sowjetunion war kirchliches Leben nicht möglich. Erst in den 1990er Jahren gründeten sich in der Oblast Kaliningrad wieder evangelische Gemeinden. Uschakowo liegt im Einzugsgebiet der evangelisch-lutherischen Auferstehungskirche in Kaliningrad (Königsberg) innerhalb der Propstei Kaliningrad der Evangelisch-lutherischen Kirche Europäisches Russland (ELKER).

## Verkehr
Über das Straßennetz zu erreichen ist der Ort über die nördlich verlaufende neue Trasse der Föderalstraße A 229 (ehemalige deutsche Reichsstraße 1, heute auch Europastraße 28/Europastraße 77). 
Bis 1945 bestand Bahnanschluss über die Station Hohenrade (russisch: Worobjowo) an der Strecke von Königsberg (Preußen) (Kaliningrad) über Prawten (Lomonossowo) nach Possindern (Roschtschino) und Tapiau (Gwardeisk) der Königsberger Kleinbahn, die heute nicht mehr in Betrieb ist.